# Parafia Świętych Apostołów Piotra i Pawła w Wałbrzychu
Parafia Świętych Apostołów Piotra i Pawła w Wałbrzychu – parafia rzymskokatolicka w dekanacie wałbrzyskim zachodnim, w diecezji świdnickiej. 
Erygowana 28 czerwca 1994 roku. Parafia obejmuje zachodnią część wałbrzyskiej dzielnicy Podzamcze. Kościół parafialny został wybudowany w ciągu 5 lat. Pierwszym proboszczem był ks. prał. Piotr Śliwka, jego długoletnim następcą ks. prał. Ryszard Szkoła, obecnie – ks. Daniel Rydz. W parafii działają: schola, liturgiczna służba ołtarza, Żywy Różaniec, rada parafialna.